# Niederländisch-Formosa

Lage von Taiwan, dem ehemaligen Niederländisch-Formosa

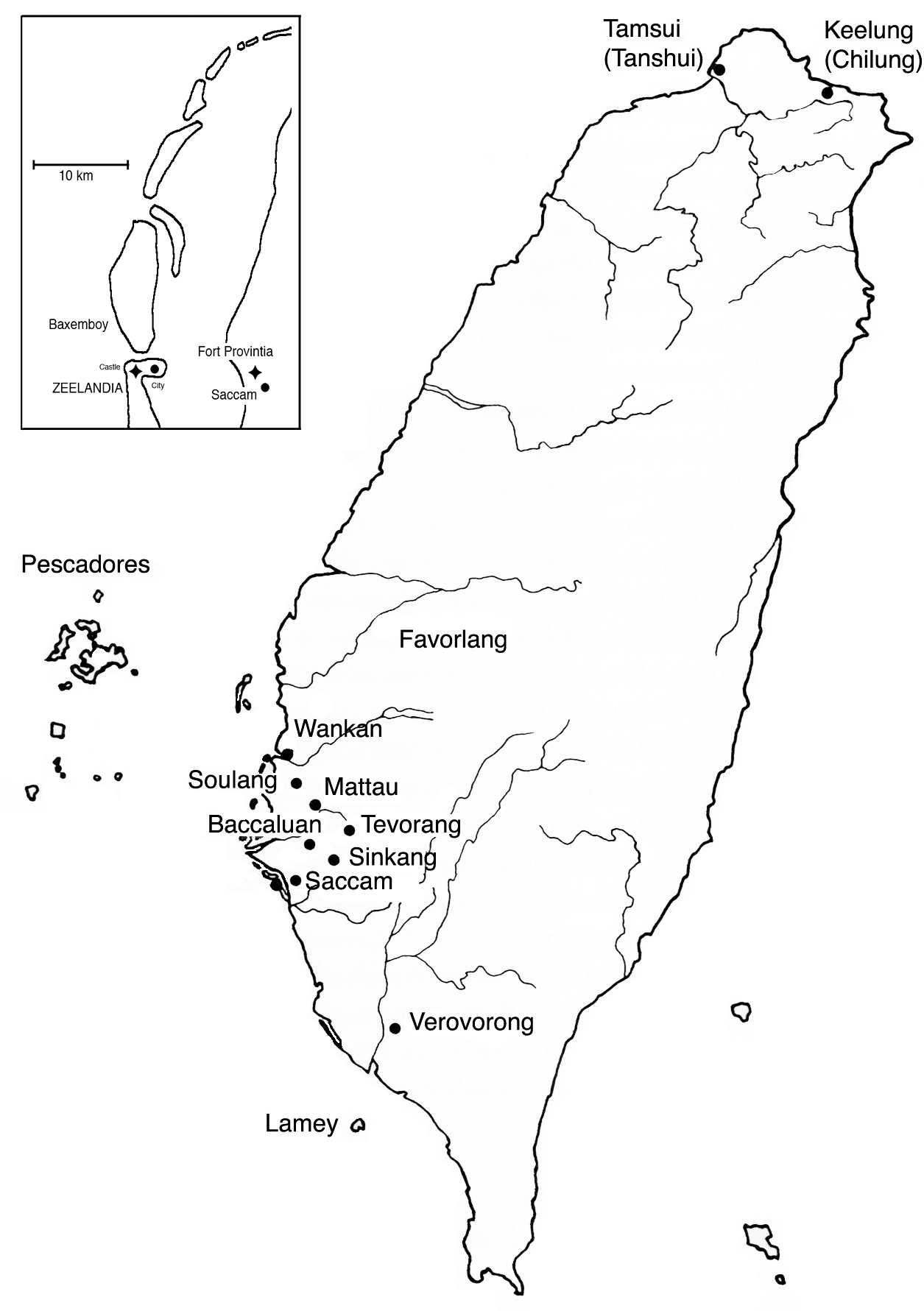
Karte von Formosa (Taiwan) zur Zeit der niederländischen Kolonisation (1624–62)

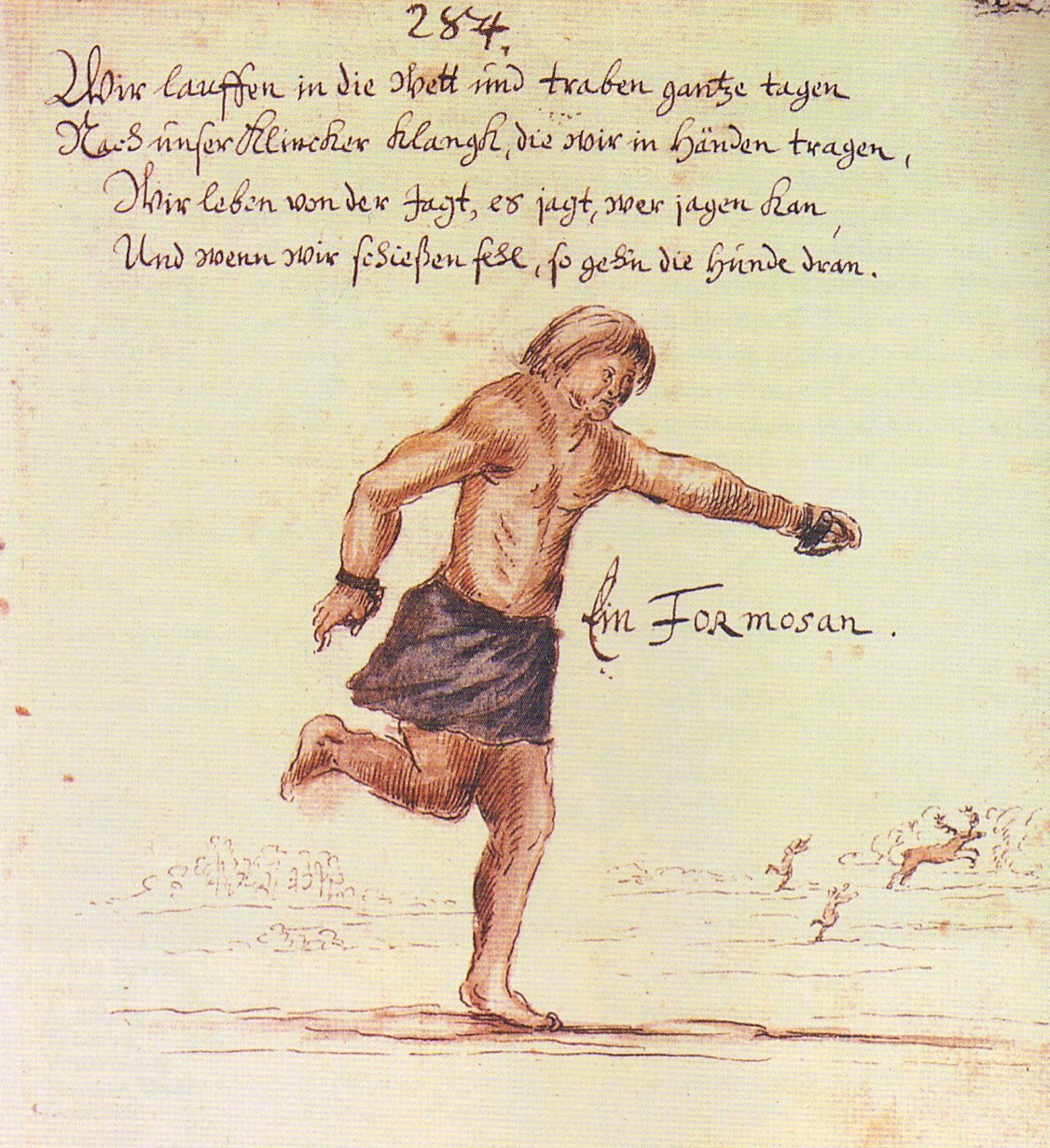
Ein Formosan – Tuschezeichnung eines formosanischen Eingeborenen durch den deutschen Ostasienreisenden Caspar Schmalkalden ca. 1650

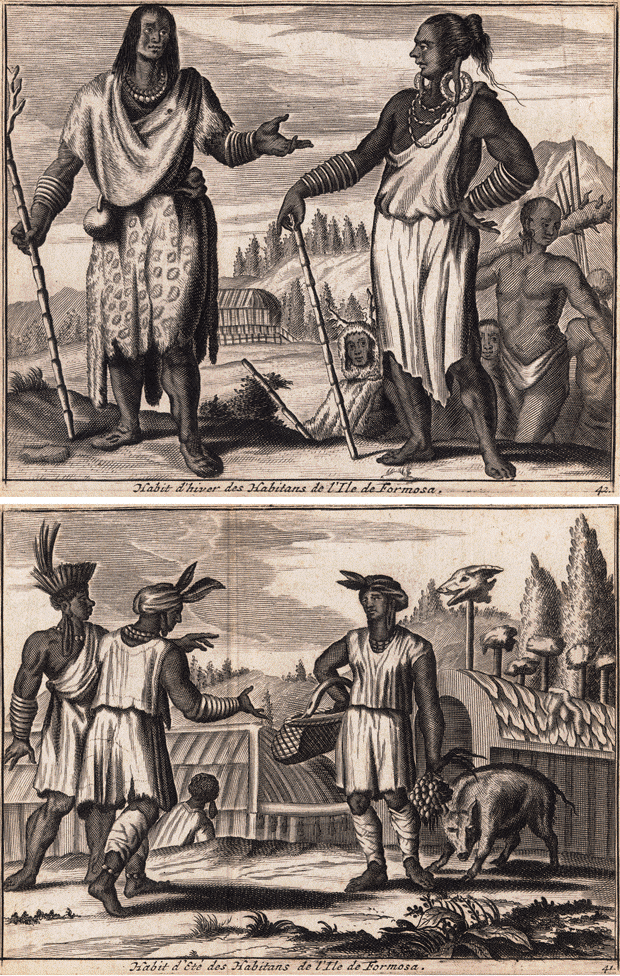
Einwohner Formosas (1670)

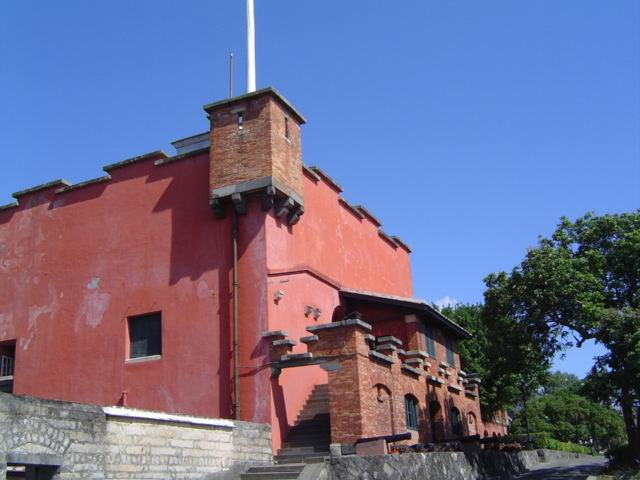
Das „Fort der Rothaarigen“ (Santo Domingo)

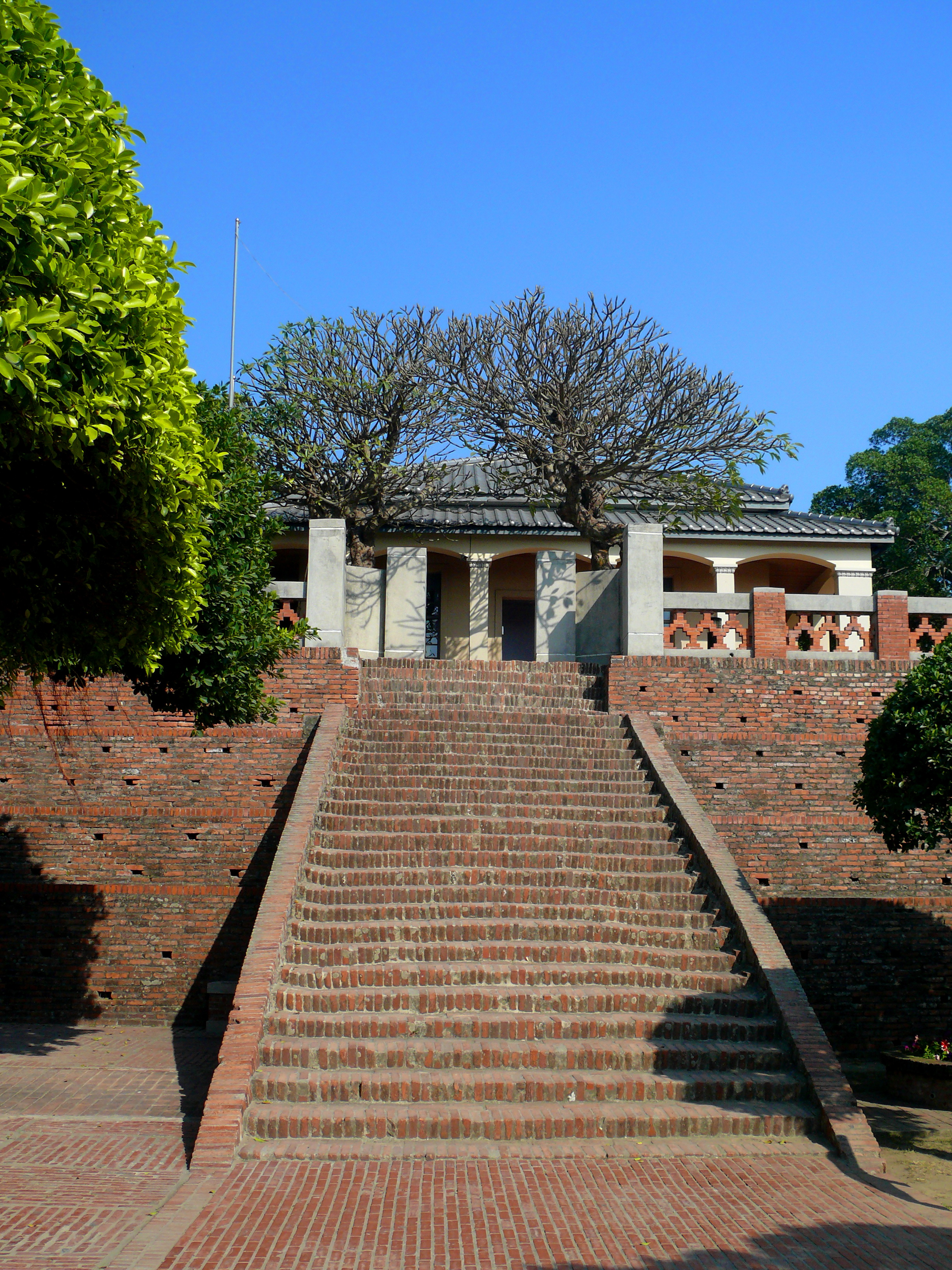
Das Fort Zeelandia heute

Die Herrschaft der Niederländischen Ostindien-Kompanie über Formosa (das heutige Taiwan) dauerte von 1624 bis 1662 und war die einzige längere Herrschaftsperiode einer europäischen Kolonialmacht auf der Insel Taiwan. Obwohl die Anwesenheit der Niederländer von verhältnismäßig kurzer Dauer war und das tatsächlich von ihnen kontrollierte Gebiet zur Zeit der größten Ausdehnung nur etwa ein Drittel der Insel umfasste, war die Epoche dennoch ein bedeutender Wendepunkt in der gesamten taiwanischen Geschichte. Der Name leitet sich vom portugiesischen „Ilha Formosa“ (schöne Insel) ab.

## Geschichte
Im Jahr 1622 entführte Cornelis Reijersen im Auftrag des batavischen General-Gouverneurs Jan Pieterszoon Coen eine Anzahl von Han-Chinesen von der Küste der Provinz Fujian des Ming-Kaiserreichs und griff das portugiesische Macau an. Die Portugiesen schlugen den Angriff zurück, Reijersen zog zu den Pescadoren-Inseln (Han-Schrift: 澎湖, Penghu) und ließ dort im Juli, August jenes Jahres mithilfe von Han-Zwangsarbeitern ein Fort errichten. Er blieb als Kommandeur des Forts bis 1624, als die Ming-Regierung die Kontrolle über Penghu zurückverlangte. Das Fort wurde abgerissen, und die Niederländer begannen mit dem Aufbau eines Stützpunktes auf Formosa an der Bucht Taiwan, die später der gesamten Insel den Namen gab. In der Umgebung gab es Dörfer der taiwanischen Ureinwohner, aber auch Han und japanische Händler, Piraten und Fischer. Die niederländische Kolonie bestand zwischen 1624 und 1662. Als Hauptstützpunkt diente das Fort Zeelandia an der Bucht Taiwan. Im Jahr 1653 wurde unweit von Fort Zeelandia eine weitere Festung, Fort Provintia errichtet.
Am 10. Mai 1626 landeten zwei aus Manila kommende spanische Galeeren an der Nordküste der von ihnen so genannten Isla Hermosa und gründeten wenig später einen befestigten Stützpunkt in der Bucht des heutigen Keelung, der San Salvador benannt wurde. 1628 wurde noch ein zweiter Stützpunkt, Fort Santo Domingo im heutigen Tamsui gegründet. Von diesen Stützpunkten aus betrieben die Spanier Handel mit den Eingeborenen und trieben die katholische Mission voran. Die Niederländische Ostindien-Kompanie sah in Spanisch-Formosa eine unliebsame Handelskonkurrenz. Außerdem befand sich Spanien im Achtzigjährigen Krieg mit der Republik der Vereinigten Niederlande. Daher kam es 1642 zu einer militärischen Expedition, in deren Rahmen am 3. August das Fort Santo Domingo (Tamsui) und am 24. August der Hafen Santissima Trinidad in Keelung von den Niederländern eingenommen wurden.
Für die Niederländische Ostindien-Kompanie war Formosa anfänglich vor allem als Zwischenhandelsplatz im Handel mit Japan von Bedeutung, da die Insel etwa auf halbem Wege zwischen Japan und Java lag. Hier wurden Güter aus Indien und Südostindien gegen Produkte des japanischen Handwerks (Seidenstoffe, Schwerter etc.) gehandelt. Andererseits wurde Formosa als Rohstofflieferant immer wichtiger. Hier wurden Rattanholz, Hirschhäute, Hirschhörner und diverse Arzneipflanzen der chinesischen Medizin exportiert. Importiert wurden unter anderem Gewürze, Baumwolle und Papier. Im Jahr 1649 erzielte die VOC 39 % ihrer Gewinne aus dem Japanhandel und 26 % aus dem Formosahandel. Der letztere umfasste ein Volumen von 467.500 Gulden – im Jahr 1640 waren es nur 13.000 Gulden gewesen.

### Besiedlung durch Han-Einwanderer
Trotz der Nähe Taiwans zum chinesischen Festland setzte die Einwanderung han-chinesischer Siedler nach Taiwan in größerem Umfang erst während der niederländischen Herrschaft ein, und zwar weil die Niederländer selbst aktiv um chinesische Siedler warben. Die Niederländer brauchten die Chinesen als Zwischenglied für den Handel mit den Ureinwohnern einerseits und mit dem chinesischen Festland andererseits. Aus beidem konnten die Niederländer durch die Erhebung von Steuern und Zöllen Nutzen ziehen. Auch benutzten sie chinesische Bauern, um das Land urbar zu machen. Den Nutzen der chinesischen Einwanderer für die Niederländer beschrieb der Gouverneur Nicolaas Verburg mit den Worten, die Chinesen seien „die einzigen Bienen auf Formosa, die Honig geben“.

### Kontrolle und Aufstände
Nachdem die Niederländer sich die Kontrolle über die Ureinwohnerstämme ihres Herrschaftsgebiets gesichert hatten, hielten sie diese Kontrolle aufrecht, indem sie in jedem Dorf einen Ältesten zum Dorfvorsteher ernannten, den sie mit einer Art Regierungsstab als Zeichen der Würde auszeichneten. Einmal im Jahr wurde ein Landtag abgehalten, auf dem sämtliche Dorfhäuptlinge von den Niederländern bewirtet wurden und die Häuptlingswürde bestätigt oder auf andere Häuptlinge übertragen wurde.
Nach der Befriedung der Ureinwohnerstämme zu Anfang der niederländischen Herrschaft gab es von Seiten der Ureinwohner keinerlei nennenswerte Revolten gegen die Niederländer. Wohl aber kam es zu Spannungen zwischen den Ureinwohnern und Chinesen einerseits und zwischen den Chinesen und Niederländern andererseits. Die Chinesen waren die Hauptagenten des Handels zwischen den Ureinwohnern und den Niederländern sowie den Niederländern und dem chinesischen Festland. Für diese Tätigkeit erwarben sie von den Niederländern Lizenzen und mussten Steuern zahlen. Mancherorts kam es zu Fällen von Übervorteilung und Ausbeutung der Ureinwohner durch die Chinesen, so dass unter den Ureinwohnern Unmut gegen letztere entstand, der sich manchmal in gewaltsamen Übergriffen gegen die Chinesen entlud. Als Schutzmacht schritten die Niederländer meist auf Seiten der Chinesen ein und erstickten die Unruhen, doch sind auch Fälle bekannt, bei denen chinesische Händler für ihr Fehlverhalten bestraft wurden.
Die Höhe der Steuern führte schließlich auch zu Aufständen der Chinesen gegen die Niederländer. Die Erhebungen wurden niedergeschlagen, doch ein Zustand des gegenseitigen Misstrauens blieb, zumal die Chinesen auf Taiwan im ständigen Kontakt mit dem Festland und mit dem in Südchina operierenden chinesischen Feldherren Zheng Chenggong standen, der für die Niederländer zu einer immer größeren Bedrohung wurde.

### Koxingas Invasion und Ende der Herrschaft
Zheng Chenggong (Koxinga), ein Loyalist des Ming-Kaiserreichs im Kampf gegen das neu errichtete Qing-Kaiserreich, musste sich nach langem Widerstand vom chinesischen Festland zurückziehen und landete 1661 auf Taiwan, um die Insel zu seiner neuen Operationsbasis zu machen. Nach seinem Angriff auf Fort Zeelandia und einer neunmonatigen Belagerung kapitulierten die zahlenmäßig weit unterlegenen Niederländer unter Gouverneur Frederick Coyett im Jahr 1662 und mussten Formosa verlassen. Zheng gründete aus den übernommenen Gebieten das Königreich Tungning.

## Bedeutung
Die Herrschaft der Niederländer in Taiwan dauerte nicht einmal vier Jahrzehnte, und zur Zeit ihrer größten Machtentfaltung war nur schätzungsweise ein Drittel der ganzen Insel tatsächlich unter ihrer Kontrolle gewesen. Dennoch hatte ihre Anwesenheit in Taiwan weitreichende Folgen:
- Mit den Niederländern kamen zum ersten Mal in größerem Umfang Han-Siedler nach Taiwan. Damit markiert die niederländische Herrschaft gleichzeitig den Anfang kontinuierlicher Han-Einwanderung in den folgenden zweihundert Jahren.
- Durch die Berichte und Aufzeichnungen der Niederländer wurde das Wissen der Europäer über Taiwan und die südchinesische Küste erweitert.
- Die Niederländer brachten das protestantische Christentum nach Taiwan und übersetzten das Neue Testament in die Sprache der Siraya-Ureinwohner, wozu sie ein auf lateinischen Buchstaben basierendes Schriftsystem für diese Sprache entwickelten. Diese Schriftzeugnisse sind bis heute wertvolles Material für die Erforschung der inzwischen ausgestorbenen Siraya-Sprache.

Bis heute haben sich einige wenige architektonische Spuren der niederländischen Herrschaft auf Taiwan erhalten. Am bekanntesten sind das Fort Zeelandia in Anping (Tainan) sowie das Fort der Rothaarigen genannte Fort San Domingo in Tamsui.
siehe auch: Geschichte Taiwans

## Die Gouverneure von Formosa
| Martinus Sonck                 | 1624–1625 |
| Gerard Frederikszoon de With   | 1625–1627 |
| Pieter Nuyts                   | 1627–1629 |
| Hans Putmans                   | 1629–1636 |
| Johan van der Burg             | 1636–1640 |
| Paulus Traudenius              | 1640–1643 |
| Maximiliaen Le Maire           | 1643–1644 |
| François Caron                 | 1644–1646 |
| Pieter Anthoniszoon Overtwater | 1646–1649 |
| Nicolaas Verburg               | 1649–1653 |
| Cornelis Caesar                | 1653–1656 |
| Frederick Coyett               | 1656–1662 |